# Royal Photographic Society

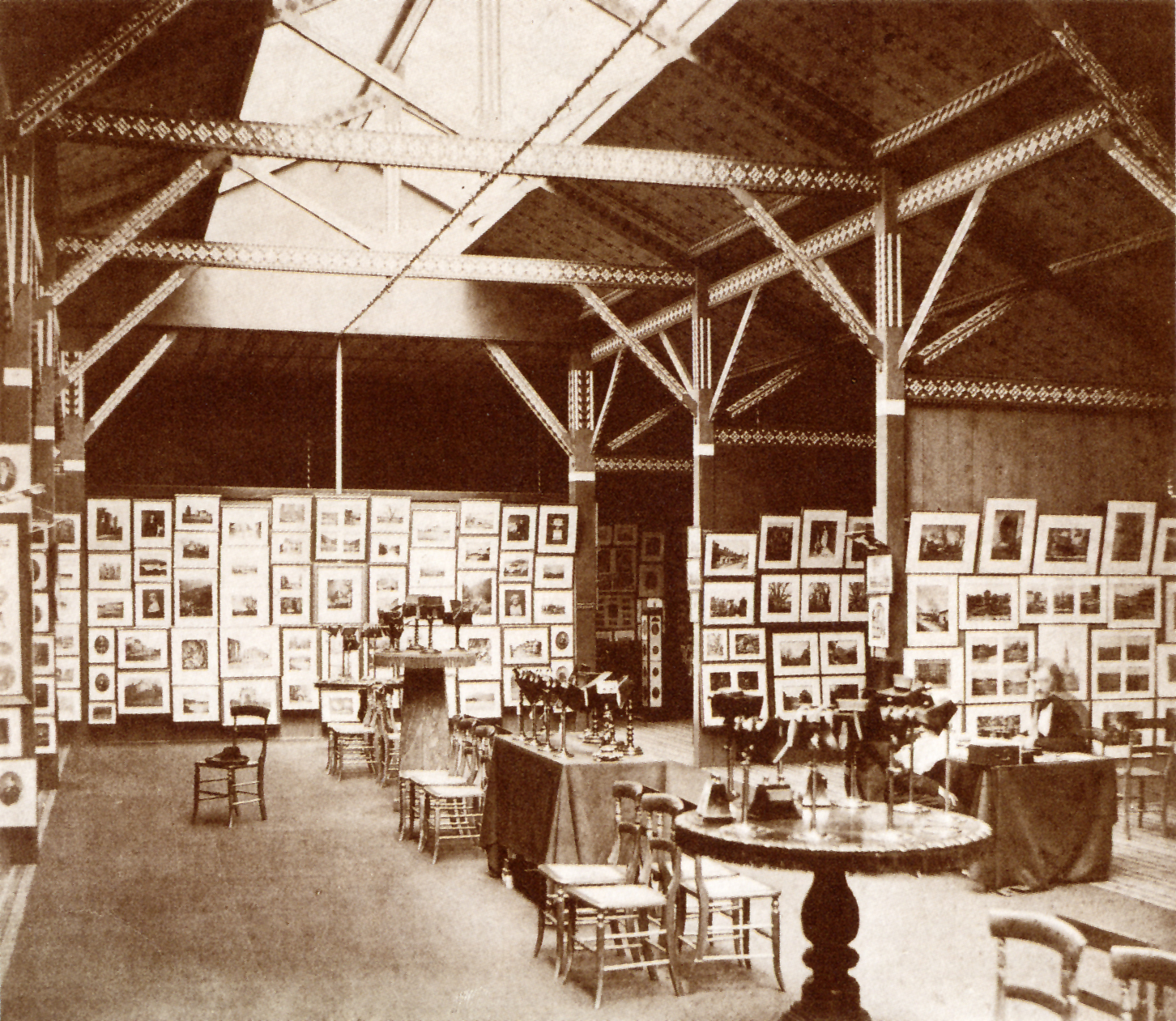
Unbekannter Fotograf: Jahresausstellung der Photographic Society, London, 1858

Die Royal Photographic Society wurde 1853 in Großbritannien gegründet. Ihr Ziel war die „Förderung der Kunst und Wissenschaft der Photographie“.

## Geschichte
Die Gesellschaft wurde als „Photographic Society“ gegründet, hieß von 1874 an „Photographic Society of Great Britain“ und schließlich – mit Erlaubnis der Königin Victoria – „The Royal Photographic Society of Great Britain“. Sie residierte zunächst in London, ging aber aus Kostengründen nach Bath, Grafschaft Somerset, wo sie ein eigenes Grundstück erwarb. Schon zu Königin Victorias Zeiten begann die Gesellschaft, Fotografien zu sammeln. Das Resultat ist heute eine der wichtigsten fotografischen Sammlungen der Welt. Im Juni 2002 wurde die Sammlung in das National Museum of Photography, Film and Television im englischen Bradford (Grafschaft York) verlagert, das Teil des National Science and Media Museum ist. Seit 1853 gibt die Gesellschaft eine eigene Zeitschrift heraus, „The Photographic Journal“.

## Dienstleistungen
Die Gesellschaft bietet verschiedene Ebenen der Qualifikation fotografischer Fertigkeiten an und betreibt ein ausgedehntes Programm von Vorträgen und Veranstaltungen in Großbritannien und im Ausland.